# Eschbourg
Eschbourg è un comune francese di 497 abitanti situato nel dipartimento del Basso Reno nella regione del Grand Est.

## Società

### Evoluzione demografica
Abitanti censiti